# Ottersheim bei Landau
Ottersheim bei Landau là một đô thị thuộc huyện Germersheim, trong bang Rheinland-Pfalz, phía tây nước Đức. Đô thị Ottersheim bei Landau có diện tích 7,9 km², dân số thời điểm ngày 31 tháng 12 năm 2006 là 1823 người.